# 논산원목다리
논산원목다리(論山원목다리)은 대한민국 충청남도 논산시 채운면에 있는, 조선시대에 만든 3칸 규모의 돌다리이다. 원항교(院項橋)라고도 한다. 1973년 12월 24일 충청남도의 유형문화재 제10호로 지정되었다.
양끝을 처지게 하고 가운데는 무지개처럼 둥글고 높게 만들었다. 고종 광무 4년(1900)에 홍수로 파괴된 다리를 민간인과 승려들이 돈을 모아서 다시 놓았다고 한다. 전라도와 충청도의 경계역할을 하였다. 2016년 현재에는 사용하지 않는 다리이다.

## 참고 자료
- 논산원목다리 - 국가유산청 국가유산포털